# ويليام يوستيس
وليام إيوستيس (بالإنجليزية: William Eustis)‏ (ولد 10 يونيو 1753 - توفي 6 فبراير 1825) هو طبيب وسياسيا أمريكي من ولاية ماساتشوستس. تدرب على الطب وعمل كجراح عسكري خلال حرب الاستقلال الأمريكية، ولا سيما في معركة بانكر هيل. استأنف ممارسة الطب بعد الحرب، ولكن سرعان ما دخل السياسة بعدها.
خدم يوستيس لعدة فترات في المجلس التشريعي للولاية، ثم فاز بانتخابات الكونغرس الأمريكي في عام 1800 عن الحزب الديمقراطي الجمهوري المعتدل. وعاد لفترة وجيزة لسياسة الولاية بعد أن خسر في إعادة انتخابه في 1804، وتم اختياره ليكون وزير الحرب في عام 1809 من قبل الرئيس جيمس ماديسون. تم لومه على الفشل العسكري في الأشهر الأولى من حرب 1812، ويرجع ذلك جزئيا إلى عدم خبرته في إدارة الجيش وعدم استعداده للحرب، ما أدى به إلى تقديم استقالته.
قام ماديسون بتعيينه سفيرا في هولندا، وهو منصب شغله من عام 1814 حتى عام 1818. وبعد فترة أخرى في الكونغرس، انتخب حاكما لولاية ماساتشوستس في عام 1822 خلفا للحاكم جون بروكس الذي حكم لفترة طويلة. مات يوستيس في منصبه في عام 1825. يعرف قصره في بوسطن، الذي بني في منتصف القرن الثمن عشر من قبل الحاكم الملكي ويليام شيرلي، باسم منزل شيرلي-يوستيس وهو معلم تاريخي وطني.

## التعليم
تعلم في جامعة هارفارد.